# Huttonaea pulchra
Huttonaea pulchra är en orkidéart som beskrevs av William Henry Harvey. Huttonaea pulchra ingår i släktet Huttonaea och familjen orkidéer. Inga underarter finns listade i Catalogue of Life.